# Einer, keiner, hunderttausend
Einer, keiner, hunderttausend (Originaltitel: Uno, nessuno e centomila) ist ein Prosawerk des italienischen Autors und Literaturnobelpreisträgers Luigi Pirandello (1867–1936).

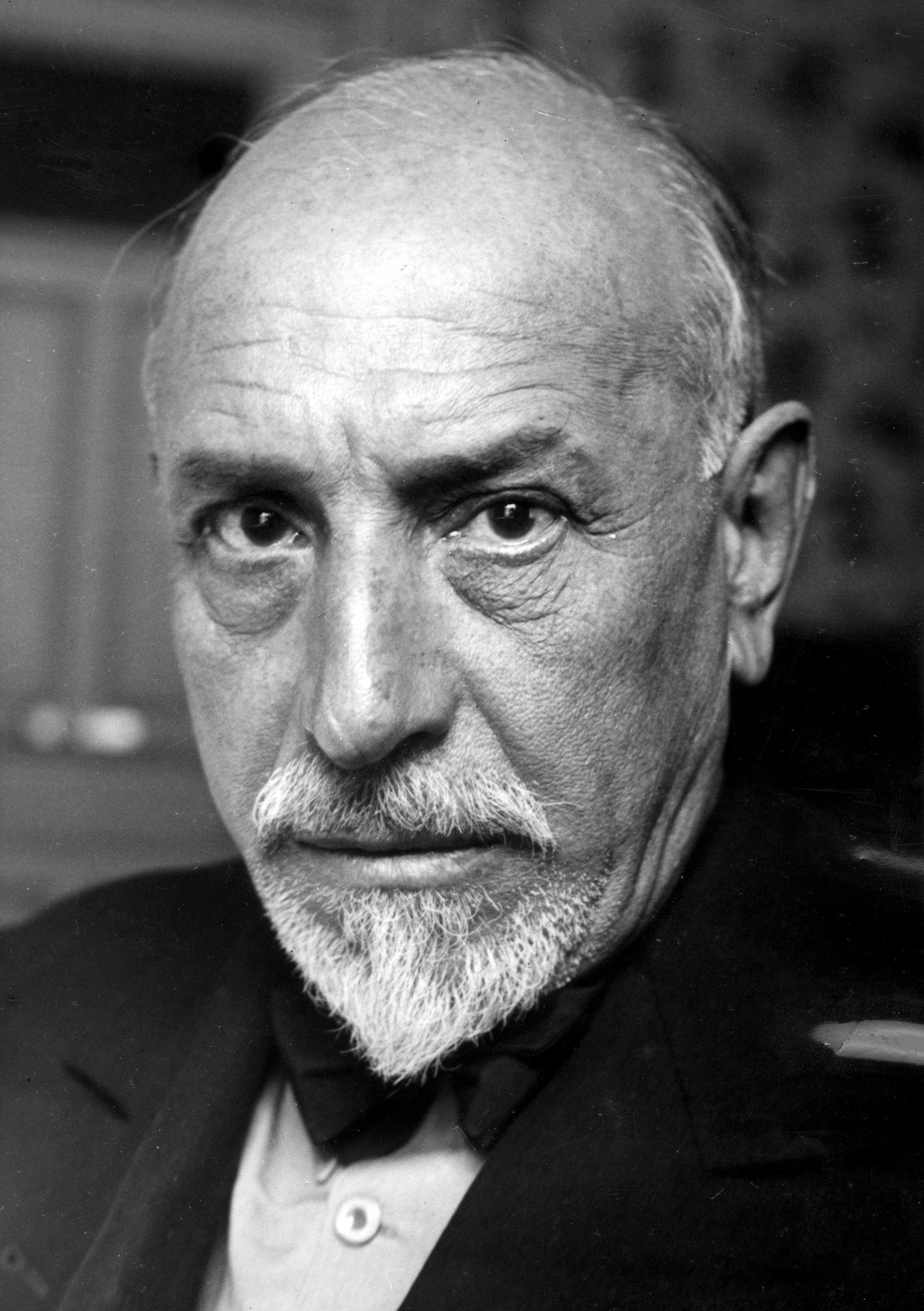
Luigi Pirandello

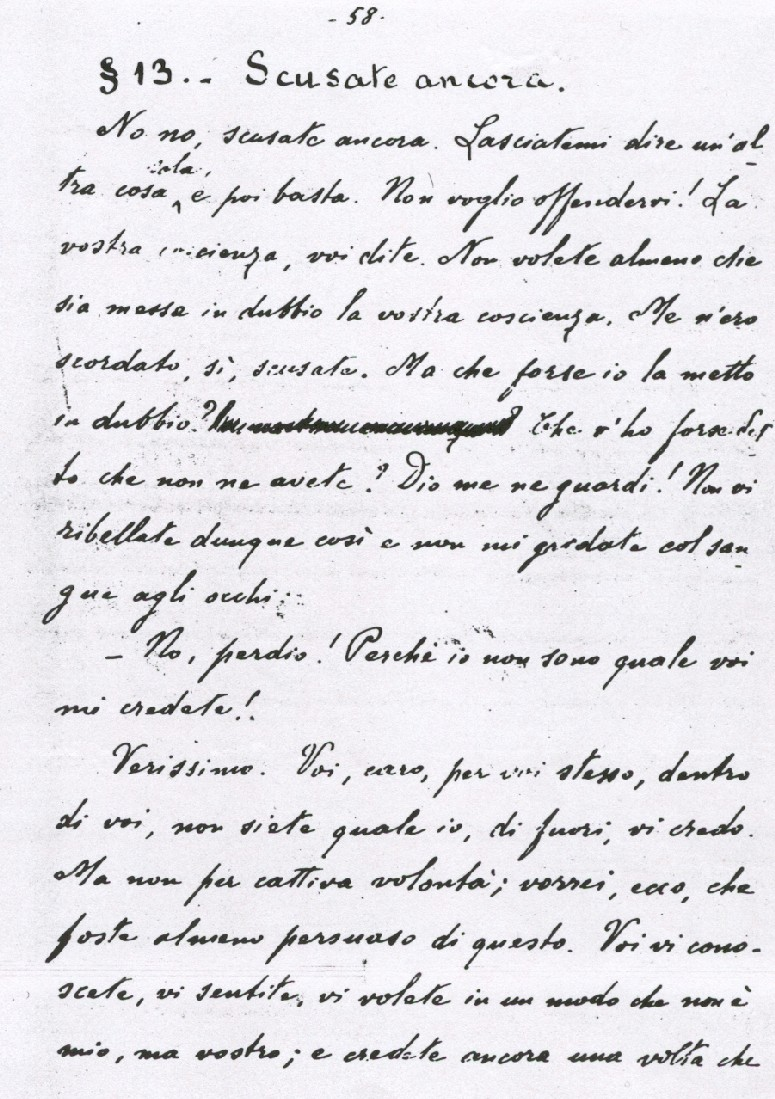
Manuskriptseite

Das Werk entstand in den Jahren ab 1909 und wurde ab Dezember 1925 erstmals als Fortsetzungswerk mit dem Untertitel Considerazioni di Vitangelo Moscarda, generali sulla vita degli uomini particolari sulla propria, in otto libri, in der Wochenzeitschrift La Fiera Letteraria veröffentlicht. Kürzere Abschnitte waren schon im Januar 1915 in der Zeitschrift Sapientia unter dem Titel Ricostruire publiziert worden. Die Buchausgabe folgte im Jahr 1926 bei Bemporad in Florenz, seit 1932 bei Mondadori, wo die Urheberrechte Pirandellos lagen. Die erste Übersetzung in das Deutsche legte 1928 Hans Feist im Rascher Verlag vor. Weitere deutschsprachige Ausgaben sind 1969 beim S. Fischer Verlag und 1982 in der Bibliothek Suhrkamp erschienen.

## Inhalt
Der Held des Werks, Vitangelo Moscarda, wird von seiner Frau Dida darauf aufmerksam gemacht, dass er eine schiefe Nase hat. Darauf fängt er „ein neues Leben an, landet in der Psychiatrie und findet, dass einen Namen zu haben einem Todesurteil gleichkomme; frei sei man, wenn man jeden Augenblick neu werde.“